# Tragia nepetifolia
Tragia nepetifolia là một loài thực vật có hoa trong họ Đại kích. Loài này được Cav. miêu tả khoa học đầu tiên năm 1800.